# جون ستيرلينغ
جون ستيرلينغ (بالإنجليزية: John Sterling)‏ هو لاعب كرة قدم أمريكية أمريكي، ولد في 15 سبتمبر 1964 في ألتوس في الولايات المتحدة.

## وصلات خارجية
- جون ستيرلينغ على موقع مرجع كرة القدم المحترفة.كوم (الإنجليزية)